# Canucks de Moose Jaw
Les Canucks de Moose Jaw était une équipe junior de hockey sur glace basée à Moose Jaw dans la Saskatchewan. Ils furent l'un des membres fondateurs de la Western Canada Junior Hockey League (aujourd'hui Ligue de hockey de l'Ouest) en 1966 à la suite d'une rébellion contre la Ligue de hockey junior de la Saskatchewan.
La franchise fut créée en 1935 et s'est arrêtée en 1984 afin de laisser la place aux Warriors de Moose Jaw qui venaient à la base de Winnipeg mais où la majorité des fans était accaparés par les Jets de la Ligue nationale de hockey.

## Historique dans la WHL
Au cours de l'été 1966, les Canucks sont une des cinq équipes de ligue de hockey junior de la Saskatchewan qui quittent la ligue de province pour rejoindre les franchises de Calgary et d'Edmonton dans l'Alberta pour créer la Western Canada Hockey League. La ligue considérée par la Ligue canadienne de hockey n'avait alors pas le droit de concourir pour la Coupe Memorial.
Au cours de la première saison de la WCHL, les Canucks gagnent les séries éliminatoires et la Coupe du Président et ce malgré leur 4e place en saison régulière.

## Saisons après saisons

### WHL
| Saison  | PJ | V  | D  | N  | BP  | BC  | Pts | Classement | Séries éliminatoires   |  |
| ------- | -- | -- | -- | -- | --- | --- | --- | ---------- | ---------------------- |  |
| 1948-49 | 26 | 17 | 8  | 1  | 139 | 94  | 35  | 2d WCHL    |                        |  |
| 1949-50 | 40 | 22 | 18 | 0  | 162 | 180 | 44  | 2d WCHL    |                        |  |
| 1950-51 | 40 | 16 | 22 | 2  | 147 | 160 | 34  | 5e WCHL    |                        |  |
| 1951-52 | 44 | 21 | 23 | 0  | 178 | 171 | 42  | 5e WCHL    |                        |  |
| 1952-53 | -  | -  | -  | -  | -   | -   | -   | 3e WCHL    |                        |  |
| 1953-54 | 36 | 17 | 19 | 0  | 166 | 191 | 29  | 4e WCHL    |                        |  |
| 1954-55 | 40 | 5  | 35 | 0  | 100 | 264 | 10  | 5e WCHL    |                        |  |
|         |    |    |    |    |     |     |     |            |                        |  |
| 1966-67 | 56 | 25 | 19 | 12 | 215 | 190 | 62  | 4e WCHL    | Champion de la WHL     |  |
| 1967-68 | 60 | 31 | 24 | 5  | 263 | 243 | 67  | 4e WCHL    | Défaite en demi-finale |  |

### SJHL
| Saison  | PJ | V  | D  | N | BP  | BC  | Pts | Classement | Séries éliminatoires    |
| ------- | -- | -- | -- | - | --- | --- | --- | ---------- | ----------------------- |
| 1968-69 | 44 | 19 | 24 | 1 | 223 | 245 | 39  | 3e         |                         |
| 1969-70 | 36 | 16 | 18 | 2 | 143 | 152 | 34  | 3e         |                         |
| 1970-71 | -  | -  | -  | - | -   | -   | -   |            |                         |
| 1971-72 | -  | -  | -  | - | -   | -   | -   |            |                         |
| 1972-73 | 48 | 23 | 25 | 0 | 239 | 242 | 46  | 4e sud     |                         |
| 1973-74 | 50 | 23 | 27 | 0 | 253 | 251 | 46  | 4e sud     |                         |
| 1974-75 | 58 | 16 | 42 | 0 | 278 | 333 | 32  | 6e sud     |                         |
| 1975-76 | 58 | 22 | 33 | 3 | 264 | 299 | 47  | 6e sud     |                         |
| 1976-77 | 60 | 42 | 18 | 0 | 362 | 208 | 84  | 2d sud     |                         |
| 1977-78 | 60 | 41 | 19 | 0 | 351 | 262 | 82  | 1er sud    |                         |
| 1978-79 | 60 | 34 | 24 | 2 | 322 | 263 | 70  | 2d sud     |                         |
| 1979-80 | 60 | 44 | 15 | 1 | 343 | 245 | 89  | 1er sud    | Défaite demi-finale     |
| 1980-81 | 60 | 40 | 14 | 0 | 406 | 268 | 92  | 1er sud    |                         |
| 1981-82 | 60 | 29 | 29 | 2 | 262 | 248 | 60  | 2d sud     | Défaite quart de finale |
| 1982-83 | 64 | 27 | 34 | 3 | 299 | 345 | 57  | 6e         | Défaite quart de finale |
| 1983-84 | 64 | 35 | 28 | 1 | 344 | 314 | 71  | 4e         | Défaite au premier tour |